# Filmografia lui Kirk Douglas

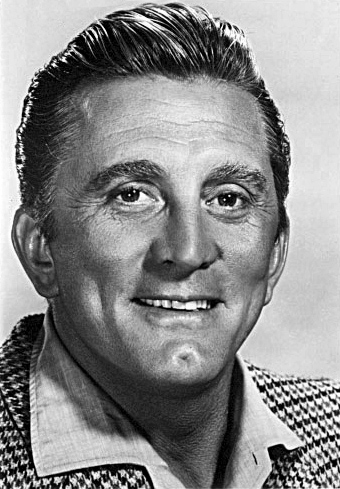
Kirk Douglas în 1969

Următoarea listă este filmografia actorului de film și teatru, producătorului de film și autorului Kirk Douglas. Cele mai populare filme ale sale sunt Out of the Past (1947), Champion (1949), Ace in the Hole (1951), The Bad and the Beautiful (1952), 20,000 Leagues Under the Sea (1954), Lust for Life (1956), Paths of Glory (1957), Gunfight at the O.K. Corral (1957),  The Vikings (1958), Spartacus (1960), Lonely Are the Brave (1962), Seven Days in May (1964), The Heroes of Telemark (1965), Saturn 3 (1980) și Tough Guys (1986).
Este pe locul 17 în lista Institutului American de Film a celor mai mari legende ale marelui ecran din istoria cinematografiei americane, fiind persoană în viață cea mai bine cotată. În 1996, a primit Premiul Onorific Oscar "pentru 50 de ani ca forță creatoare și morală în comunitatea cinematografică".

## Filmografie
| Titu                                        | An   | Rol                           | Note                                                  |
| ------------------------------------------- | ---- | ----------------------------- | ----------------------------------------------------- |
| The Strange Love of Martha Ivers            | 1946 | Walter O'Neil                 |                                                       |
| Out of the Past                             | 1947 | Whit Sterling                 |                                                       |
| Mourning Becomes Electra                    | 1947 | Peter Niles                   |                                                       |
| I Walk Alone                                | 1948 | Noll "Dink" Turner            |                                                       |
| The Walls of Jericho                        | 1948 | Tucker Wedge                  |                                                       |
| My Dear Secretary                           | 1949 | Owen Waterbury                |                                                       |
| A Letter to Three Wives                     | 1949 | George Phipps                 |                                                       |
| Champion                                    | 1949 | Michael "Midge" Kelly         | Nominalizare - Premiul Oscar pentru cel mai bun actor |
| Young Man with a Horn                       | 1950 | Rick Martin                   |                                                       |
| The Glass Menagerie                         | 1950 | Jim O'Connor                  |                                                       |
| Along the Great Divide                      | 1951 | Marshal Len Merrick           |                                                       |
| Ace in the Hole                             | 1951 | Chuck Tatum                   |                                                       |
| Detective Story                             | 1951 | Detectiv Jim McLeod           |                                                       |
| The Big Trees                               | 1952 | Jim Fallon                    |                                                       |
| The Big Sky                                 | 1952 | Jim Deakins                   |                                                       |
| The Bad and the Beautiful                   | 1952 | Jonathan Shields              | Nominalizare - Premiul Oscar pentru cel mai bun actor |
| The Story of Three Loves                    | 1953 | Pierre Narval                 |                                                       |
| The Juggler                                 | 1953 | Hans Muller                   |                                                       |
| Act of Love                                 | 1953 | Robert Teller                 |                                                       |
| The Jack Benny Program                      | 1954 |                               | Serial TV                                             |
| 20,000 Leagues Under the Sea                | 1954 | Ned Land                      |                                                       |
| The Racers                                  | 1955 | Gino Borgesa                  |                                                       |
| Ulisse                                      | 1955 | Odysseus                      | aka Ulysses                                           |
| Man Without a Star                          | 1955 | Dempsey Rae                   |                                                       |
| The Indian Fighter                          | 1955 | Johnny Hawks                  |                                                       |
| Lust for Life                               | 1956 | Vincent van Gogh              | Nominalizare - Premiul Oscar pentru cel mai bun actor |
| Top Secret Affair                           | 1957 | Maj. Gen. Melville A. Goodwin |                                                       |
| Gunfight at the O.K. Corral                 | 1957 | Doc Holliday                  |                                                       |
| Paths of Glory                              | 1957 | Colonel Dax                   |                                                       |
| The Vikings                                 | 1958 | Einar                         |                                                       |
| Last Train from Gun Hill                    | 1959 | Matt Morgan                   |                                                       |
| The Devil's Disciple                        | 1959 | Richard "Dick" Dudgeon        |                                                       |
| Strangers When We Meet                      | 1960 | Larry Coe                     |                                                       |
| Spartacus                                   | 1960 | Spartacus                     | și co-producător executiv                             |
| Town Without Pity                           | 1961 | Maior Garrett                 |                                                       |
| The Last Sunset                             | 1961 | Brendan "Bren" O'Malley       |                                                       |
| Lonely Are the Brave                        | 1962 | John W. "Jack" Burns          |                                                       |
| Two Weeks in Another Town                   | 1962 | Jack Andrus                   |                                                       |
| The Hook                                    | 1963 | Sgt. P.J. Briscoe             |                                                       |
| The List of Adrian Messenger                | 1963 | Diverse                       |                                                       |
| For Love or Money                           | 1963 | Donald Kenneth "Deke" Gentry  |                                                       |
| Seven Days in May                           | 1964 | Colonel Jiggs Casey           |                                                       |
| In Harm's Way                               | 1965 | Commander Paul Eddington      |                                                       |
| The Heroes of Telemark                      | 1965 | Dr Rolf Pedersen              |                                                       |
| Cast a Giant Shadow                         | 1966 | Col. Mickey Marcus            |                                                       |
| Is Paris Burning?                           | 1966 | Gen. George Patton            |                                                       |
| The Way West                                | 1967 | Sen. William J. Tadlock       |                                                       |
| The War Wagon                               | 1967 | Lomax                         |                                                       |
| Once Upon a Wheel                           | 1968 | Rolul său                     | Documentar                                            |
| A Lovely Way to Die                         | 1968 | Jim Schuyler                  |                                                       |
| The Brotherhood                             | 1968 | Frank Ginetta                 | și producător                                         |
| The Arrangement                             | 1969 | Eddie Anderson                |                                                       |
| There Was a Crooked Man...                  | 1970 | Paris Pitman Jr.              |                                                       |
| The Johnny Cash Show                        | 1970 | Rolul său/Cântăreț            | Serial TV (1 episod: #1.18)                           |
| To Catch a Spy                              | 1971 | Andrej                        |                                                       |
| The Light at the Edge of the World          | 1971 | Will Denton                   | și producător                                         |
| A Gunfight                                  | 1971 | Will Tenneray                 |                                                       |
| The Master Touch                            | 1972 | Steve Wallace                 |                                                       |
| Scalawag                                    | 1973 | Peg                           | și regizor                                            |
| Dr. Jekyll and Mr. Hyde                     | 1973 | Dr. Jekyll and Mr. Hyde       | Versiune muzicală pentru TV a filmului                |
| Mousey                                      | 1974 | George Anderson               | Film TV                                               |
| Posse                                       | 1975 | Marshal Howard Nightingale    | și producător/regizor                                 |
| Once Is Not Enough                          | 1975 | Mike Wayne                    |                                                       |
| Victory at Entebbe                          | 1976 | Hershel Vilnofsky             | Film TV                                               |
| Holocaust 2000                              | 1977 | Robert Caine                  | aka Rain of Fire sau The Chosen                       |
| The Fury                                    | 1978 | Peter Sandza                  |                                                       |
| The Villain                                 | 1979 | Cactus Jack                   |                                                       |
| Saturn 3                                    | 1980 | Adam                          |                                                       |
| Home Movies                                 | 1980 | Dr. Tuttle "The Maestro"      |                                                       |
| The Final Countdown                         | 1980 | Capt. Matthew Yelland         |                                                       |
| The Man from Snowy River                    | 1982 | Harrison/Spur                 |                                                       |
| Remembrance of Love                         | 1982 | Joe Rabin                     |                                                       |
| Eddie Macon's Run                           | 1983 | Marzack                       |                                                       |
| Draw!                                       | 1984 | Harry H. Holland              |                                                       |
| Hollywood Greats                            | 1984 | Rolul său                     | Serial TV (1 episod: "John Wayne")                    |
| Amos                                        | 1985 | Amos Lasher                   |                                                       |
| Tough Guys                                  | 1986 | Archie Long                   |                                                       |
| Queenie                                     | 1987 | David Konig                   | Film TV                                               |
| Inherit the Wind                            | 1988 | Matthew Harrison Brady        |                                                       |
| Oscar                                       | 1991 | Eduardo Provolone             |                                                       |
| Veraz/Welcome to Veraz                      | 1991 | Quentin                       |                                                       |
| Tales from the Crypt                        | 1991 | General Kalthrob              | Serial TV (1 episod: "Yellow")                        |
| The Secret                                  | 1992 | Grandpa Mike Dunmore          | Film TV                                               |
| A Century of Cinema                         | 1994 | Rolul său                     | Documentar                                            |
| Greedy                                      | 1994 | Uncle Joe McTeague            |                                                       |
| Take Me Home Again "The Lies Boys Tell"     | 1994 | Ed Reece                      | Film TV                                               |
| The Simpsons                                | 1996 | Chester J. Lampwick           | Serial TV (1 episod: "The Day the Violence Died")     |
| Diamonds                                    | 1999 | Harry Agensky                 |                                                       |
| Touched by an Angel                         | 2000 | Ross Burger                   | Serial TV (1 episod: "Bar Mitvah")                    |
| It Runs in the Family                       | 2003 | Mitchell Gromberg             |                                                       |
| The Making of '20000 Leagues Under the Sea' | 2003 | Video Documentar              | Rolul său                                             |
| Illusion                                    | 2004 | Donald Baines                 |                                                       |
| Empire State Building Murders               | 2008 | Jim Kovalski                  | Film TV; aka Meurtres à L'Empire State Building       |
| Mel Blanc: The Man of a Thousand Voices     | 2008 | Video Documentar              | Rolul său                                             |